# Садиба Шлейфера
Садиба Шлейфера — колишня садиба, розташована на розі вулиць Інститутської та Садової. Складається з надбудованого колишнього особняка (№13-а) та п'ятиповерхового прибуткового будинку (№13/14), який є пам'яткою архітектури та історії місцевого значення в Печерському районі міста Києва, з охоронним номером 173. 

## Загальний опис пам'ятки
Особняк був двоповерховим, у стилі модерн. Також споруджений п'ятиповерховий прибутковий будинок, суміжний із особняком. Тинькований, з підвалом. Збереглися авторські креслення обох будівель. Будинки мали окремі парадні входи.
Інтер'єри особняка були оздоблені багато. У вітальні була скляна стеля, щоб підкреслити красу колекції мистецьких творів господаря. На другому поверсі, окрім вітальні, були ще кабінет, їдальня та спальня. Другий поверх особняка було з'єднано з другим поверхом прибуткового будинку, бо ті квартири останнього призначалися для членів родини.
Прибутковий будинок був двосекційним, обладнаний ліфтами. Всього там було двадцять квартир.
На замовлення Головльонпрому інженер Беребен (Барабан) розробив проєкт із надбудови будівлі особняку до п'яти поверхів. У 1940 році три поверхи над особняком, виконані у тому ж стилі модерн, у якому початково були оформлені будівлі садиби, було зведено. Консультантом був архітектор Павло Альошин.

## Історія
Особняк було споруджено 1909 року Георгієм Шлейфером для власних потреб. Уже 1910 року було заселено і двоповерховий особняк, і п'ятиповерховий суміжний прибутковий будинок. Це був останній проєкт архітектора. Тут мешкав доктор медицини Михайло Костянтинович Нейолов.
Після становлення радянської влади у особняку розмішувався штаб Комуністичної бригади особливого призначення. 2 серпня 1922 року штаб перемістився на Інститутську, 6. З 16 вересня 1922 року обидва будинки було передано житловому кооперативу, а Шлейфери незабаром емігрували до Франції.
На другому поверсі лівого крила прибуткового будинку була явочна квартира підпільної антифашистської організації «Арсеналець». Тепер це квартира № 10.

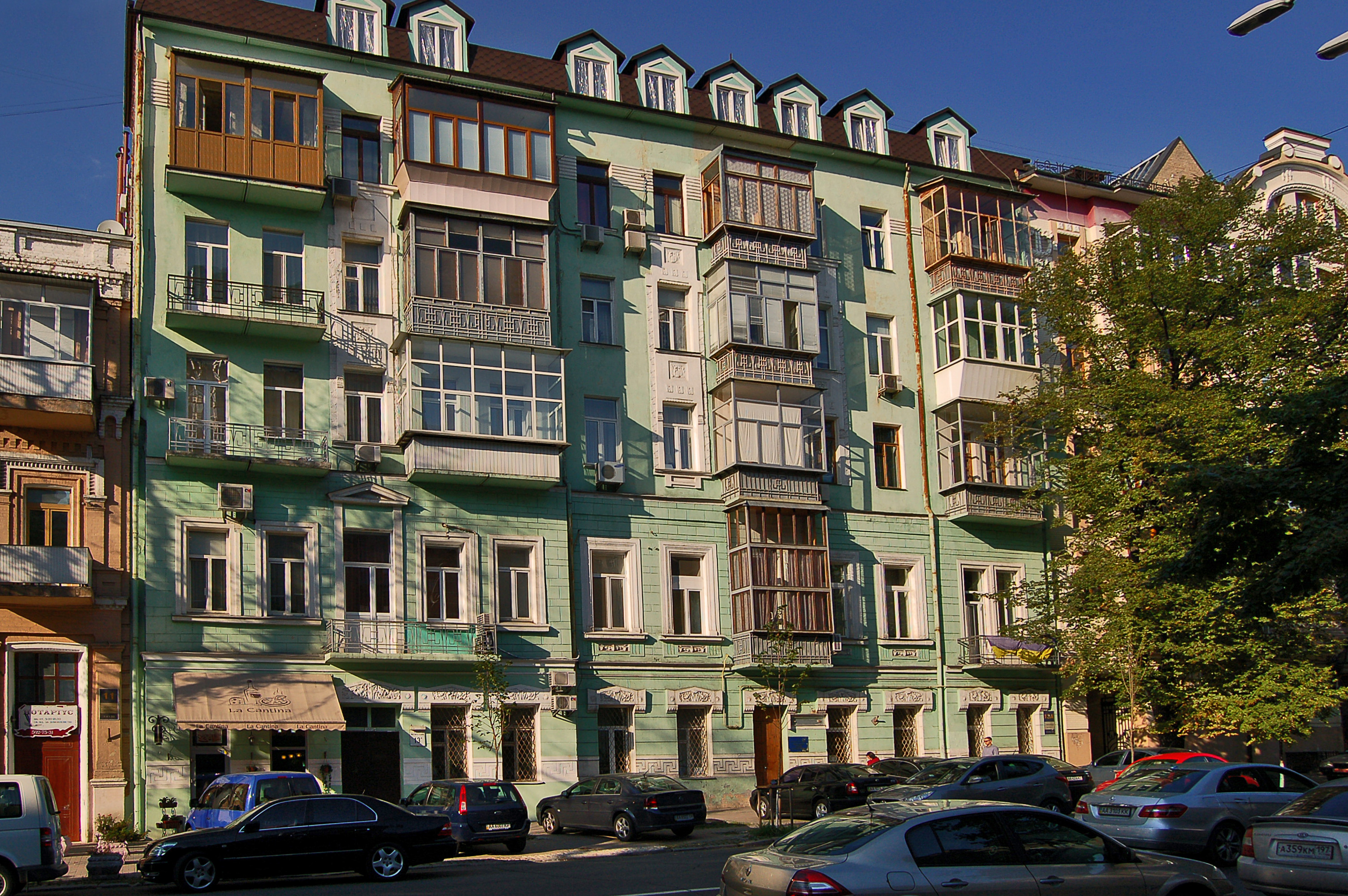
Колишній особняк (№13-а)
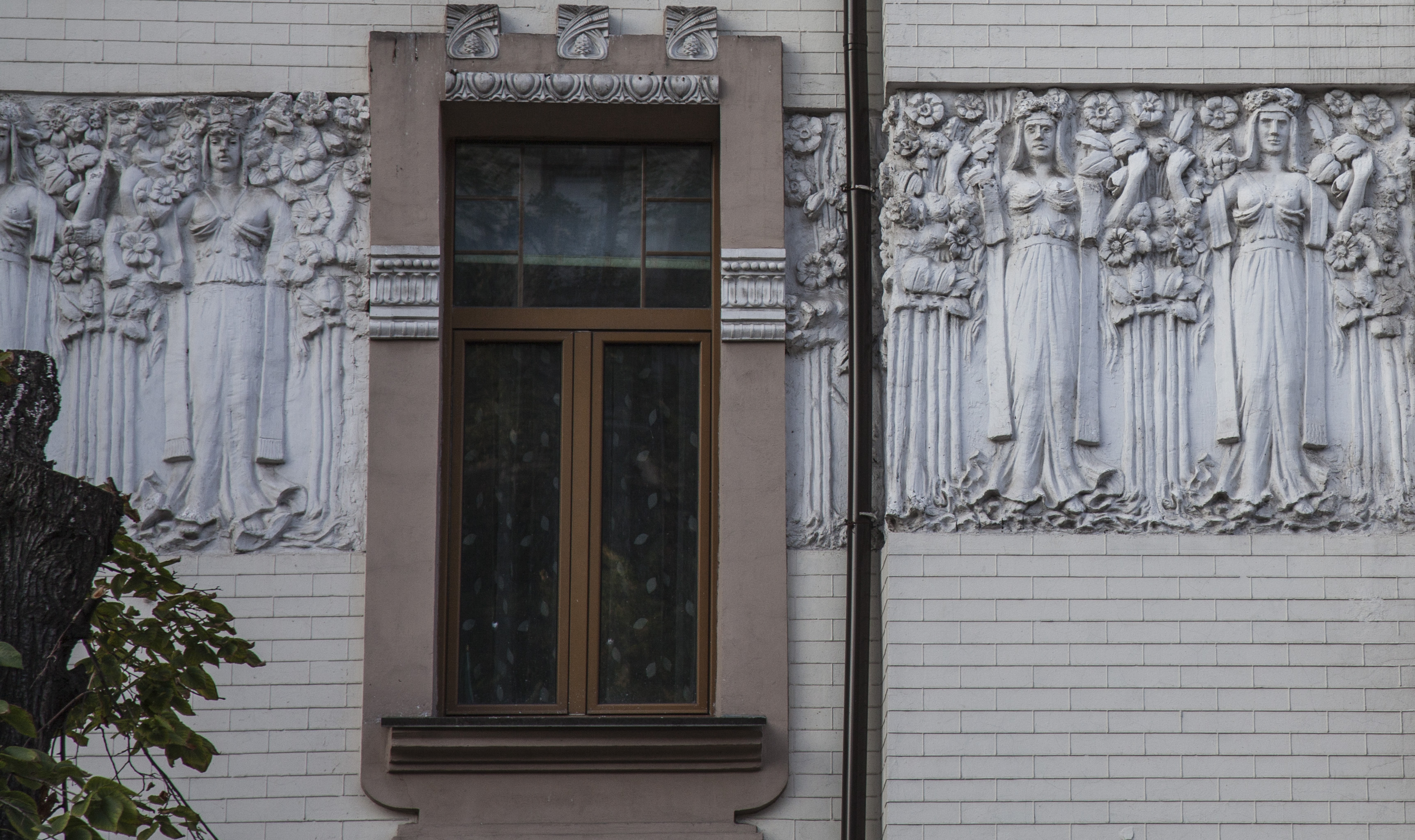
Прибутковий будинок (№13/14) — елементи декору
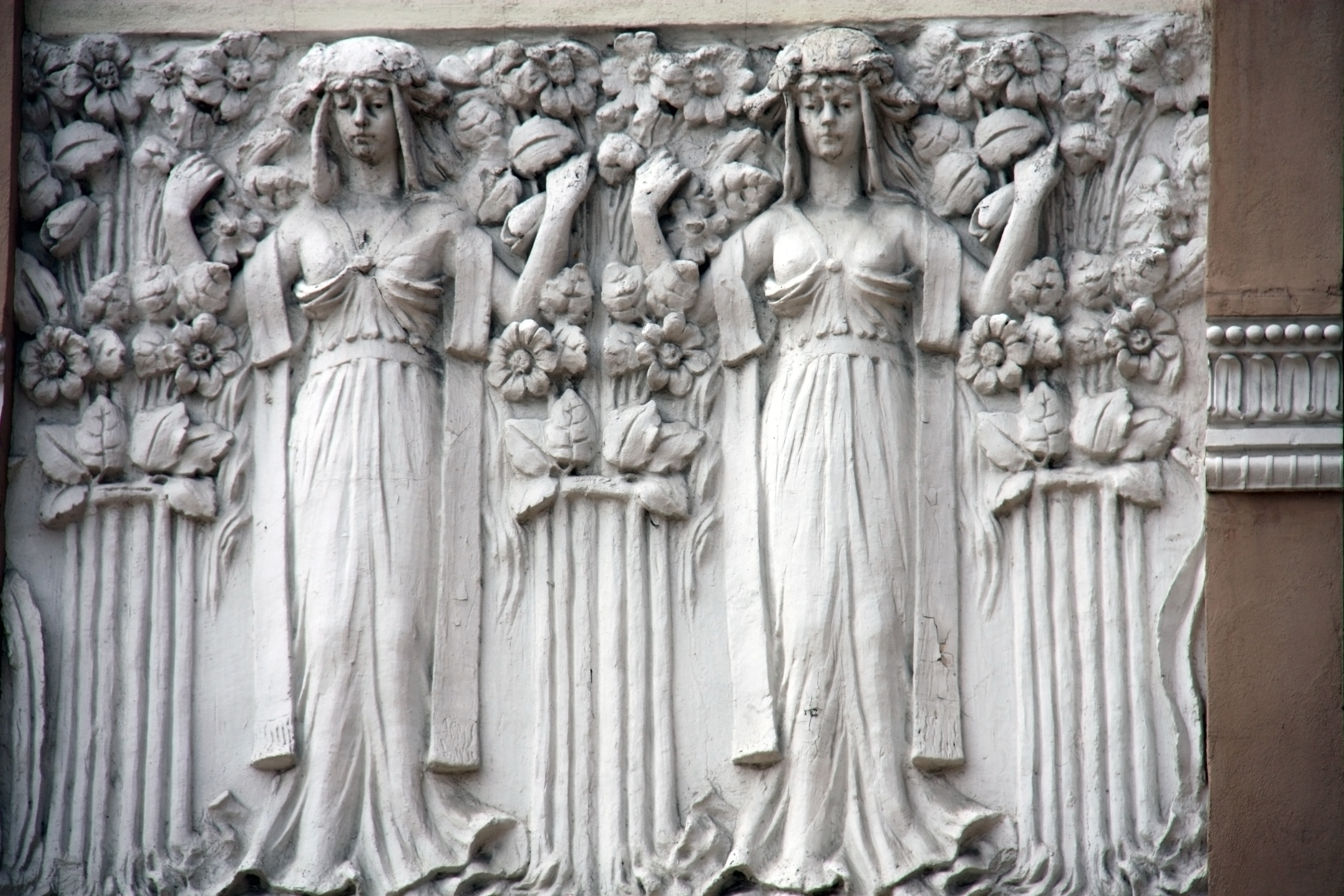
Прибутковий будинок — елементи декору
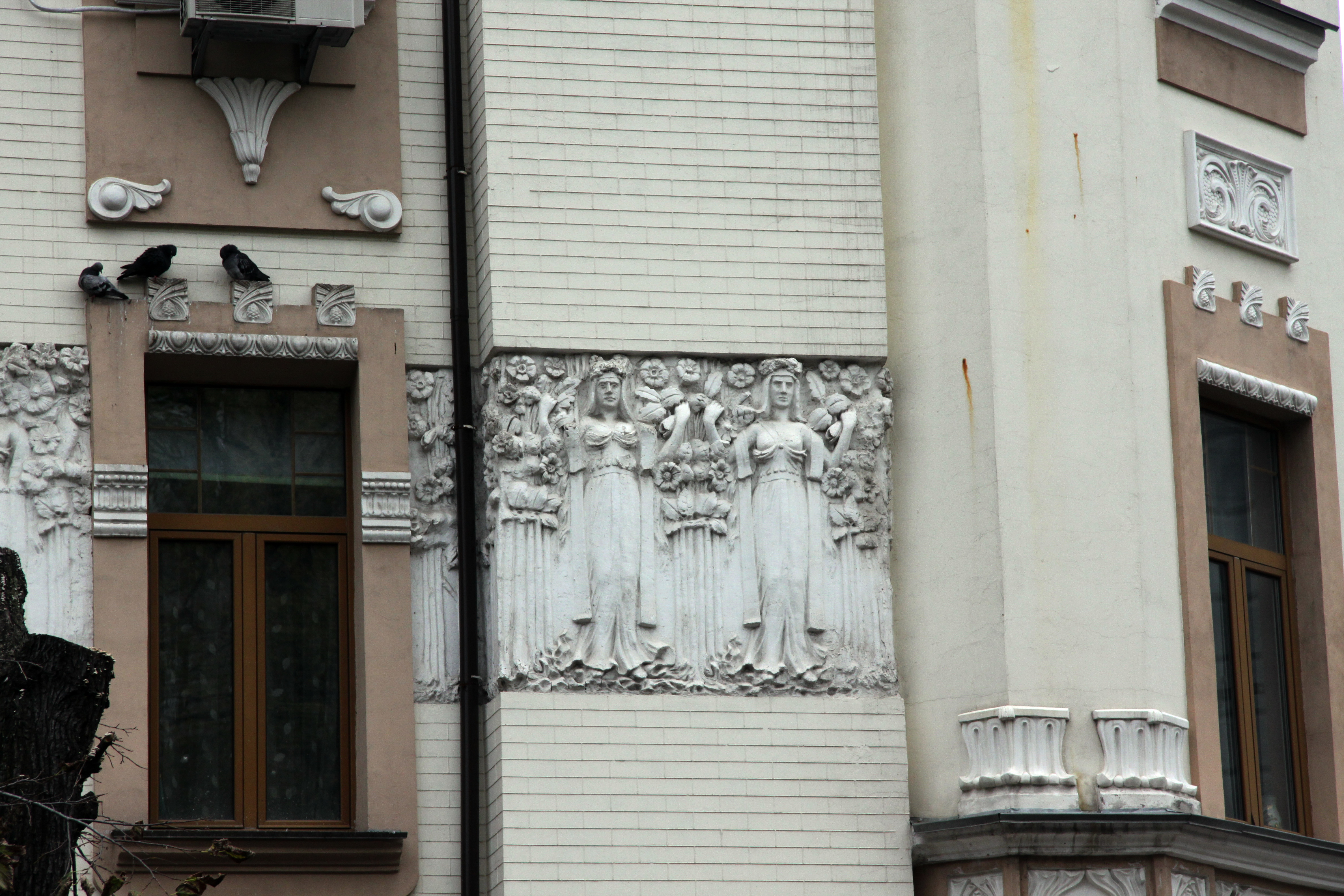
Прибутковий будинок — елементи декору
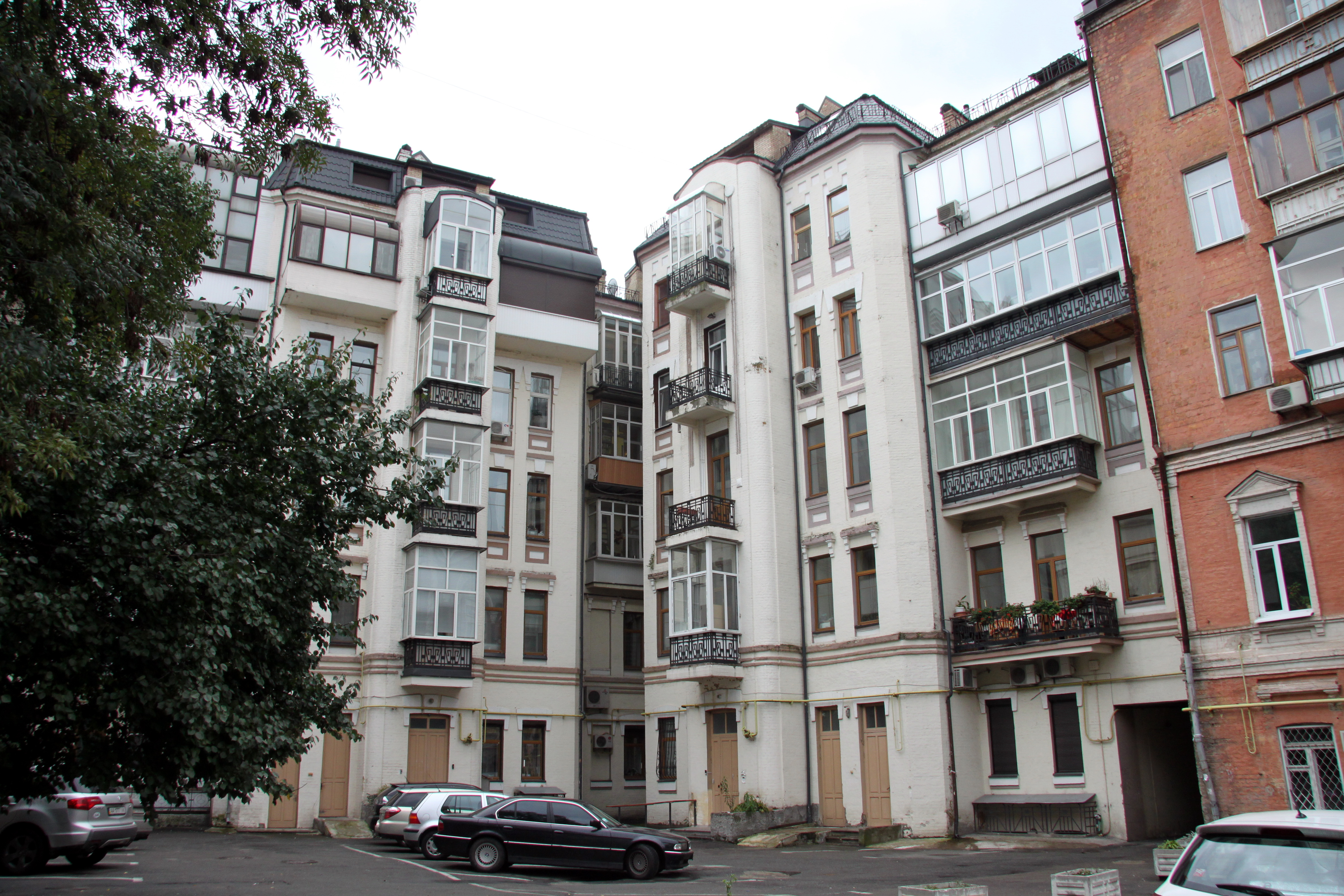
Прибутковий будинок — внутрішній двір
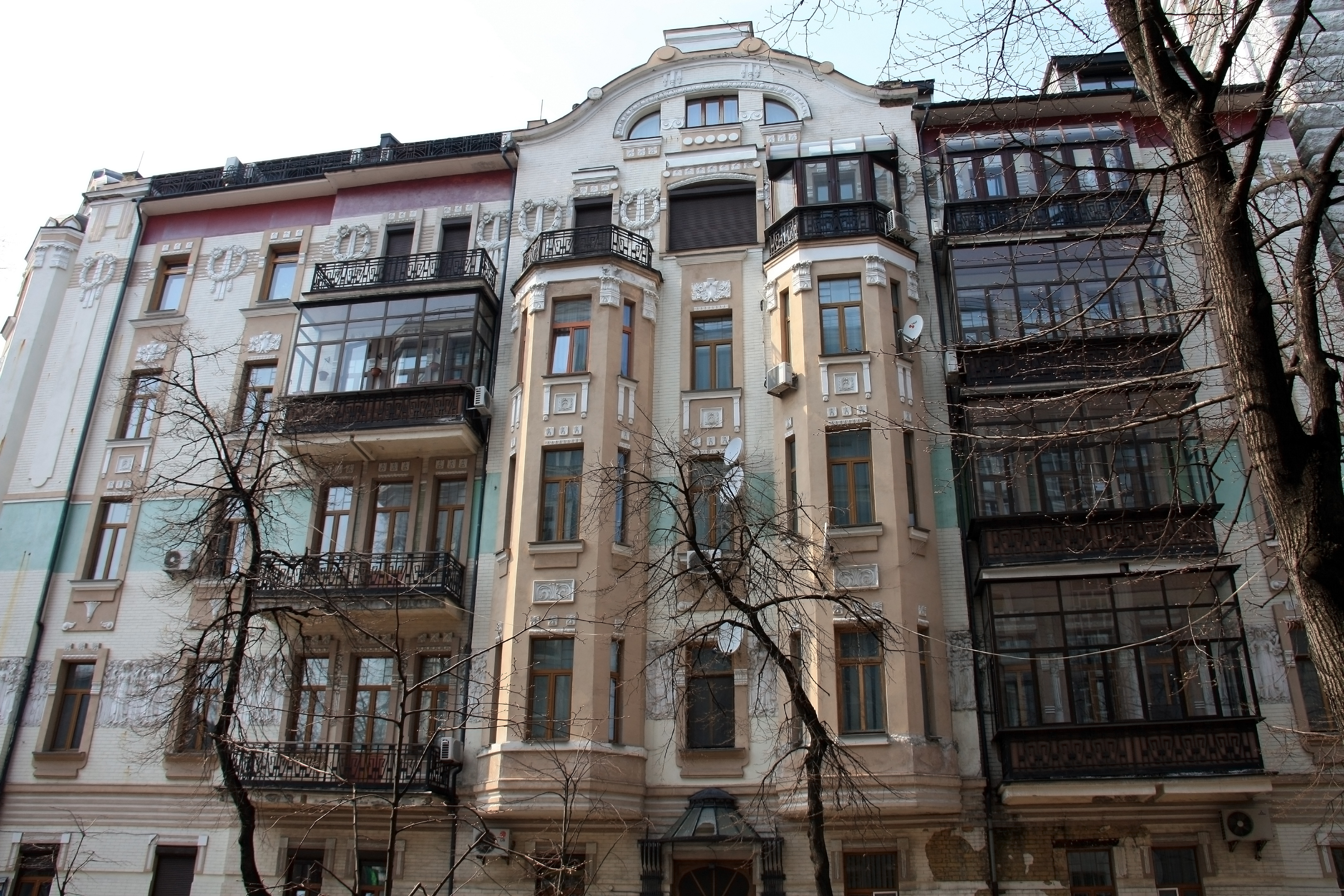
Прибутковий будинок — вид на верхні поверхи
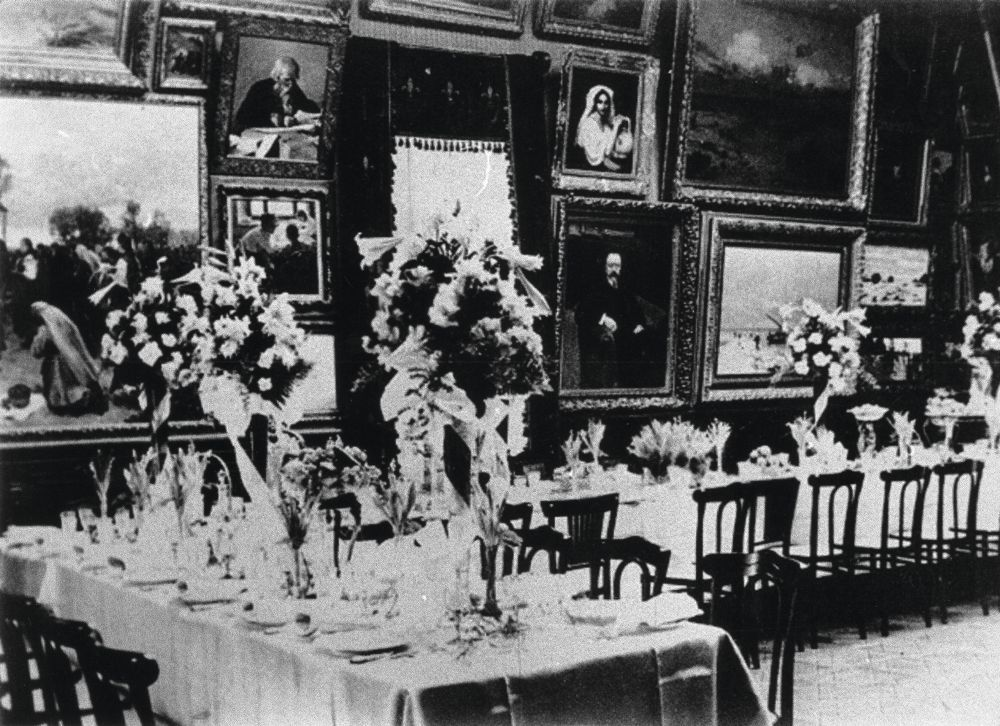
Їдальня в особняку. 1910‑ті